# Luke Browning
Luke Browning (* 31. ledna 2002 Kingsley, Cheshire) je britský závodní jezdec, který v současnosti závodí ve Formuli 2 za tým Hitech TGR. Zároveň je součástí juniorské akademie Williamsu.
V roce 2025 jezdí svoji první sezónu ve Formuli 2. V letech 2024 a 2023 závodil ve Formuli 3, kde se ve své druhé sezóně umístil v konečném pořadí třetí. V roce 2023 vyhrál Grand Prix Macaa. Před svým působením ve Formuli 3 zvítězil v roce 2022 v šampionátu GB3. V roce 2021 absolvoval sezónu ve Formuli 4 ADAC a celkově skončil třetí. Roku 2020 ovládl šampionát Britské Formule 4, ve kterém působil i v roce 2019. V letech 2017 a 2018 se účastnil šampionátu Ginetta Junior. Před svou kariérou v monopostech se věnoval motokárám.
V dubnu roku 2023 se za tým NEOM McLaren zúčastnil nováčkovského testu Formule E v Berlíně a umístil se na sedmém místě.

## Formule 1
V dubnu 2023 se Browning připojil do juniorské akademie Williamsu. V roce 2024 odjezdil za Williams první volný trénink na Grand Prix Abú Zabí a poté v roce 2025 trénink na Grand Prix Bahrajnu, ve kterém jezdilo pět dalších nováčků a Browning se z nich umístil nejvýše a to na třináctém místě.

## Výsledky
| Legenda k tabulce | Legenda k tabulce                                                                       |
| Barva             | Výsledek                                                                                |
| ----------------- | --------------------------------------------------------------------------------------- |
| Zlatá             | Vítěz                                                                                   |
| Stříbrná          | 2. místo                                                                                |
| Bronzová          | 3. místo                                                                                |
| Zelená            | Bodované umístění                                                                       |
| Modrá             | Nebodované umístění                                                                     |
| Modrá             | Dokončil neklasifikován (NC)                                                            |
| Fialová           | Odstoupil (Ret)                                                                         |
| Červená           | Nekvalifikoval se (DNQ)                                                                 |
| Červená           | Nepředkvalifikoval se (DNPQ)                                                            |
| Černá             | Diskvalifikován (DSQ)                                                                   |
| Bílá              | Nestartoval (DNS)                                                                       |
| Bílá              | Závod zrušen (C)                                                                        |
| Světle modrá      | Pouze trénoval (PO)                                                                     |
| Světle modrá      | Páteční testovací jezdec (TD)                                                           |
| Bez barvy         | Netrénoval (DNP)                                                                        |
| Bez barvy         | Vyřazen (EX)                                                                            |
| Bez barvy         | Nepřijel (DNA)                                                                          |
| Bez barvy         | Odvolal účast (WD)                                                                      |
| Bez barvy         | Nezúčastnil se (prázdné)                                                                |
| Označení          | Význam                                                                                  |
| Tučnost           | Pole position                                                                           |
| Kurzíva           | Nejrychlejší kolo                                                                       |
| †                 | Jezdec nedojel do cíle, ale byl klasifikován, protože odjel více než 90 % délky závodu. |
| ‡                 | Byl udělován poloviční počet bodů, protože bylo odjeto méně než 75 % délky závodu.      |
| Horní index       | Umístění bodujících jezdců ve sprintu                                                   |

### Kompletní výsledky ve Formuli 3
| Rok  | Tým                | 1           | 2         | 3          | 4         | 5           | 6         | 7         | 8           | 9          | 10         | 11         | 12          | 13         | 14         | 15        | 16         | 17          | 18         | 19        | 20         | Body | Umístění  |
| ---- | ------------------ | ----------- | --------- | ---------- | --------- | ----------- | --------- | --------- | ----------- | ---------- | ---------- | ---------- | ----------- | ---------- | ---------- | --------- | ---------- | ----------- | ---------- | --------- | ---------- | ---- | --------- |
| 2023 | Hitech Pulse-Eight | BHR SPR Ret | BHR FEA 5 | MEL SPR 17 | MEL FEA 8 | MON SPR 8   | MON FEA 4 | CAT SPR 2 | CAT FEA Ret | RBR SPR 11 | RBR FEA 22 | SIL SPR 14 | SIL FEA Ret | HUN SPR 16 | HUN FEA 12 | SPA SPR 8 | SPA FEA 23 | MNZ SPR DSQ | MNZ FEA 18 |           |            | 41   | 15. místo |
| 2024 | Hitech Pulse-Eight | BHR SPR 15  | BHR FEA 1 | MEL SPR 28 | MEL FEA 4 | IMO SPR 26† | IMO FEA 4 | MON SPR 8 | MON FEA 3   | CAT SPR 12 | CAT FEA 5  | RBR SPR 11 | RBR FEA 1   | SIL SPR 24 | SIL FEA 8  | HUN SPR 8 | HUN FEA 12 | SPA SPR 12  | SPA FEA 6  | MNZ SPR 6 | MNZ FEA 20 | 128  | 3. místo  |

### Kompletní výsledky ve Formuli 2
| Rok  | Tým            | 1         | 2         | 3          | 4         | 5         | 6         | 7         | 8         | 9         | 10        | 11        | 12         | 13          | 14        | 15         | 16        | 17          | 18        | 19         | 20      | 21      | 22      | 23         | 24        | 25         | 26         | 27        | 28         | Body | Umístění  |
| ---- | -------------- | --------- | --------- | ---------- | --------- | --------- | --------- | --------- | --------- | --------- | --------- | --------- | ---------- | ----------- | --------- | ---------- | --------- | ----------- | --------- | ---------- | ------- | ------- | ------- | ---------- | --------- | ---------- | ---------- | --------- | ---------- | ---- | --------- |
| 2024 | ART Grand Prix | BHR SPR   | BHR FEA   | JED SPR    | JED FEA   | MEL SPR   | MEL FEA   | IMO SPR   | IMO FEA   | MON SPR   | MON FEA   | CAT SPR   | CAT FEA    | RBR SPR     | RBR FEA   | SIL SPR    | SIL FEA   | HUN SPR     | HUN FEA   | SPA SPR    | SPA FEA | MNZ SPR | MNZ FEA | BAK SPR 11 | BAK FEA 7 | LSL SPR 11 | LSL FEA 15 | YMC SPR 6 | YMC FEA 15 | 7    | 26. místo |
| 2025 | Hitech TGR     | MEL SPR 3 | MEL FEA C | BHR SPR 10 | BHR FEA 2 | JED SPR 9 | JED FEA 6 | IMO SPR 3 | IMO FEA 2 | MON SPR 3 | MON FEA 4 | CAT SPR 6 | CAT FEA 20 | RBR SPR Ret | RBR FEA 5 | SIL SPR 12 | SIL FEA 3 | SPA SPR Ret | SPA FEA 3 | HUN SPR 12 | HUN FEA | MNZ SPR | MNZ FEA | BAK SPR    | BAK FEA   | LSL SPR    | LSL FEA    | YMC SPR   | YMC FEA    | 113* | 5. místo* |

* sezóna v průběhu

### Kompletní výsledky ve Formuli 1
| Rok  | Tým                       | Šasi          | Motor                                      | 1   | 2   | 3   | 4      | 5   | 6   | 7   | 8   | 9   | 10  | 11  | 12  | 13  | 14  | 15  | 16  | 17  | 18  | 19  | 20  | 21  | 22  | 23  | 24     | Body | Umístění |
| ---- | ------------------------- | ------------- | ------------------------------------------ | --- | --- | --- | ------ | --- | --- | --- | --- | --- | --- | --- | --- | --- | --- | --- | --- | --- | --- | --- | --- | --- | --- | --- | ------ | ---- | -------- |
| 2024 | Williams Racing           | Williams FW46 | Mercedes-AMG F1 M15 E Performance 1.6 V6 t | BHR | SAU | AUS | JPN    | CHN | MIA | EMI | MON | CAN | ESP | AUT | GBR | HUN | BEL | NED | ITA | AZE | SIN | USA | MXC | SAP | LVG | QAT | ABU TD | –    | –        |
| 2025 | Atlassian Williams Racing | Williams FW47 | Mercedes-AMG F1 M16 V6 t                   | AUS | CHN | JPN | BHR TD | SAU | MIA | EMI | MON | ESP | CAN | AUT | GBR | BEL | HUN | NED | ITA | AZE | SIN | USA | MXC | SAP | LVG | QAT | ABU    | –    | –        |